# سیارک ۲۵۴۰۶
سیارک ۲۵۴۰۶ (به انگلیسی: 25406 Debwysocki، نامگذاری:1999VR32) بیست و پنج هزار و چهارصد و ششمین سیارک کشف شده‌است که در ۳ نوامبر ۱۹۹۹ کشف شد.
قدر مطلق سیارک برابر ۱۱.۲ است.